# Courtney Barnett
Courtney Melba Barnett (ur. 3 listopada 1987 w Sydney w stanie Nowa Południowa Walia) – australijska piosenkarka, autorka tekstów oraz gitarzystka.

## Życiorys
Courtney Barnett dorastała w Mona Vale w północnej części Sydney. Jej matka jest tancerką baletową, a ojciec inspicjentem. Studiowała rysunek i fotografię na Uniwersytecie Tasmańskim, ale przerwała naukę po dwóch latach. Przez jakiś czas pracowała jako gitarzystka w Melbourne. W 2013 roku założyła własną wytwórnię muzyczną Milk!. 20 marca 2015 roku ukazał się jej debiutancki album Sometimes I Sit and Think, and Sometimes I Just Sit, który dotarł do 4 miejsca najpopularniejszych płyt w Australii oraz uzyskał status złotej płyty. Barnett jest zdeklarowaną lesbijką, mieszka ze swoją partnerką Jen Cloher w Melbourne od 2011 roku.

## Dyskografia

### Albumy studyjne
| Tytuł                                               | Informacje | Najwyższa pozycja | Najwyższa pozycja | Najwyższa pozycja | Najwyższa pozycja | Najwyższa pozycja | Najwyższa pozycja | Certyfikaty         |
| Tytuł                                               | Informacje | AUS               | IRE               | NLD               | NZ                | UK                | US                | Certyfikaty         |
| --------------------------------------------------- | --- | ----------------- | ----------------- | ----------------- | ----------------- | ----------------- | ----------------- | ------------------- |
| Sometimes I Sit and Think, and Sometimes I Just Sit | - Wydany: 20 marca 2015 - Wytwórnia: Milk!, Marathon Artists, House Anxiety, Mom + Pop - Formaty: 12" vinyl, CD, digital download | 4                 | 28                | 26                | 19                | 16                | 20                | - ARIA: Złota płyta |

- Lotta Sea Lice (2017)
- Tell Me How You Really Feel (2018)
- Things Take Time, Take Time (2021)

### Minialbumy
- I've Got a Friend Called Emily Ferris (2011)
- How to Carve a Carrot into a Rose (2013)
- The Double EP: A Sea of Split Peas (2014)